# Yacht rock
Yacht rock (originalmente conhecido como West Coast sound ou  adult-oriented rock) é um estilo musical e estético amplo, comumente associado ao soft rock, um dos gêneros mais comercialmente bem-sucedidos do período entre meados dos anos 1970 e meados dos anos 1980. Inspirando-se em fontes como smooth soul, smooth jazz, R&B e disco, suas características estilísticas comuns incluem produção de alta qualidade, vocais limpos e foco em melodias leves e cativantes. O termo yacht rock foi criado em 2005 pelos criadores da série de vídeos cômicos online Yacht Rock, que associaram a música à popular popular atividade de lazer de passear de iates no sul da Califórnia. Alguns críticos musicais consideraram o termo pejorativo.